# Trường Trung học phổ thông chuyên Võ Nguyên Giáp
Trường Trung học phổ thông chuyên Võ Nguyên Giáp (trước đây là Trường Trung học phổ thông chuyên Quảng Bình) là một trường trung học phổ thông ở tỉnh Quảng Bình, thuộc hệ thống các trường trung học phổ thông chuyên dưới sự quản lý của Bộ Giáo dục và Đào tạo Việt Nam.

## Lịch sử hình thành
Tiền thân của trường là khối chuyên thuộc trường THPT Đào Duy Từ được thành lập từ năm 1991.
Ngày 11 tháng 7 năm 1996, Ủy ban Nhân dân tỉnh Quảng Bình quyết định thành lập trường Phổ thông trung học Năng khiếu Quảng Bình (quyết định số 710/QĐ-UB). Trường được thành lập trên định hướng của các nhà khoa học nước nhà nhằm đào tạo các nhân tài thuộc các lĩnh vực khoa học cơ bản.
Năm học đầu tiên (1996-1997) trường có 32 cán bộ, giáo viên, nhân viên, và 14 lớp với 465 học sinh, trong đó có 4 lớp 11 và 4 lớp 12 từ các khối chuyên trường Đào Duy Từ chuyển sang với 289 học sinh, tuyển mới 06 lớp với 176 học sinh.
Ngày 28 tháng 12 năm 2001, trường được đổi tên thành trường Trung học phổ thông chuyên Quảng Bình.
Nguyện vọng đổi tên trường thành trường chuyên Võ Nguyên Giáp đã được đại tướng Võ Nguyên Giáp đồng ý từ năm 1996 trong chuyến thăm đại tướng của các cán bộ nhà trường ở Hà Nội. Sau đó năm 2002, đại tướng Võ Nguyên Giáp đã về thăm trường, và nguyện vọng này một lần nữa được nhắc lại.
Ngày 12 tháng 8 năm 2014, trước lễ khai giảng năm học 2014-2015, Ủy ban Nhân dân tỉnh Quảng Bình đổi tên trường thành trường Trung học phổ thông chuyên Võ Nguyên Giáp, đặt theo tên của cố đại tướng Võ Nguyên Giáp quê Lệ Thủy, Quảng Bình (quyết định số 2133/QĐ-UBND).

## Ban giám hiệu hiện nay
Ban giám hiệu năm học 2015-2016:
Hiệu trưởng Hoàng Thanh Cảnh (hiệu trưởng từ năm 2010)
Các phó hiệu trưởng:
- Nguyễn Minh Tuấn
- Võ Thanh Phong
- Nguyễn Thị Thúy Hồng

Ban Giám hiệu năm học 2021-2022:
Hiệu trưởng: Thạc sỹ Nguyễn Thị Hải Yến
Phó Hiệu trưởng: Thạc sỹ Dương Thị Hoài Thu
Phó Hiệu trưởng: Thạc sỹ Nguyễn Thị Thúy Hồng

## Ban giám hiệu qua các thời kì
- Nguyễn Hồng Lâm, Nhà giáo ưu tú, hiệu trưởng đầu tiên từ năm 1996 đến năm 2004 [3]
- [Trần Thị Minh Hòa], Nhà giáo ưu tú, hiệu trưởng thứ hai từ năm 2004 đến năm 2010
- Hoàng Thanh Cảnh, thạc sy, hiệu trưởng từ 2011 đến năm 2020
- Nguyễn Thị Hải Yến, thạc sỹ, hiệu trưởng từ 2020 - nay.

Các phó hiệu trưởng:
- Trần Xuân Bang, hiệu phó đầu tiên từ năm 1996 đến năm
- Mai Sơn Hà, hiệu phó từ năm ? đến năm ?
- Nguyễn Quang Hòe, hiệu phó từ năm ? đến năm ?
- Hoàng Minh Tuy, hiệu phó từ năm ? đến năm ?
- Đinh Thị Lưu, hiệu phó từ năm ? đến năm ?[6]
- Nguyễn Minh Tuấn, hiệu phó từ năm 2012 đến năm 2020 ( 2020: Hiệu trưởng trường THPT Phan ĐÌnh Phùng)
- Nguyễn Thị Thúy Hồng, hiệu phó từnăm 2015 đến nay (2023)
- Dương Thị Hoài Thu, hiệu phó từ năm 2018 đến nay (2023)

## Đào tạo
Từ 1996 đến 2016, trường đã đào tạo 19 khóa học sinh ra trường, với 146 lớp, 4.569 học sinh. 
Trường đào tạo các học sinh nhằm phát triển năng khiếu về một môn học, hai môn học hoặc một lĩnh vực chuyên trên cơ sở bảo đảm thực hiện mục tiêu toàn diện. Hiện nay trường có 9 khối chuyên cơ bản là: Chuyên Toán, Chuyên Hoá, Chuyên Lý, Chuyên Tin, Chuyên Sinh, Chuyên Anh, Chuyên Sử, Chuyên Địa, Chuyên Văn. Ngoài khối chuyên trường đã mở thêm những lớp không chuyên để đào tạo song song.

## Tuyển sinh
Hàng năm trường tổ chức tuyển sinh vào lớp 10 cho các học sinh có nguyện vọng theo học ở trường riêng bên cạnh cuộc thi tuyển sinh cấp 3 thông thường do Bộ Giáo dục Đào tạo tổ chức. Cuộc thi này bao gồm môn Toán, Văn, tiếng Anh (môn chung) và môn chuyên (theo nguyện vọng của thí sinh). Cuộc thi tuyển sinh thu hút rất đông các thí sinh từ cả tỉnh đăng ký nên tỉ lệ chọi khá cao. Tuy nhiên hàng năm trường chỉ tuyển sinh các lớp sĩ số dao động từ 25 đến 35 học sinh.

## Cơ sở vật chất
Khuôn viên rộng 24.000 m2, có đầy đủ hệ thống phòng học cho toàn trường học một ca, có nhà thư viện, phòng thực hành bộ môn, nhà thi đấu, nhà nội trú cho học sinh ở xa, hệ thống phòng làm việc, phòng sinh hoạt các tổ chuyên môn, sân chơi, bãi tập,...trang thiết bị dạy học hiện đại.

## Đội ngũ giáo viên
Năm 2016, trường có 102 cán bộ, giáo viên, nhân viên trong biên chế, trong đó có 1 tiến sỹ (1%), 59 thạc sĩ (59%), 3 nhà giáo ưu tú.
Năm 2023, trường có 116 cán bộ, giáo viên, nhân viên trong biên chế, trong đó có 1 tiến sỹ (1%), 88 thạc sĩ (59%).

## Thành tích
Tính đến 17 tháng 5 năm 2016, trường đã có 564 học sinh đạt giải trong Kỳ thi chọn học sinh giỏi quốc gia lớp 12 trung học phổ thông Việt Nam, trong đó có 8 giải Nhất, 75 giải Nhì, 246 giải Ba và 235 giải Khuyến khích. 
Đã có 1 học sinh của trường (Nguyễn Thế Quỳnh) đạt 2 huy chương vàng Olympic Vật lý Quốc tế, 1 học sinh (Đặng Ngọc Thanh) đạt huy chương bạc Olympic Toán học Quốc tế, và 2 học sinh (Hoàng Minh Anh, Nguyễn Huy Bình) đạt giải khuyến khích Olympic Vật lý châu Á – Thái Bình Dương.

## Khen thưởng
- Được công nhận "Trường chuẩn Quốc gia" lần thứ nhất (tháng 9 năm 2008)
- Được công nhận "Trường đạt chuẩn Quốc gia" lần thứ 2 (tháng 9 năm 2015)
- Huân chương Lao động hạng Ba (tháng 2 năm 2009)
- Huân chương Lao động hạng Nhì (tháng 11 năm 2014)
- Cờ "Đơn vị thi đua xuất sắc" do Thủ tướng Chính phủ Nguyễn Tấn Dũng trao tặng (tháng 11 năm 2015)
- Bằng khen của Thủ tướng chính phủ Phan Văn Khải năm 2005[3]
- Được công nhận "Trường đạt chuẩn Quốc gia" lần thứ 3 (tháng 5 năm 2022)

## Học sinh tiêu biểu
- Lê Thị Hồng Vân (chuyên văn 1997-2000) Thạc sĩ. Đạt giải nhì môn Văn quốc gia.Hiện nay đang công tác tại Sở GD-ĐT Quảng Bình
- Đức Anh (chuyên Toán 2001-2004), tiến sĩ ngành Điện tử Đại học Tokyo (tốt nghiệp năm 2016), Nhật Bản, đang làm việc ở Đại học Tokyo, có bài báo đăng trên journal Nature Communications (impact factor năm 2015 là 11.329) năm 2016.[7]
- Cao Văn Sơn (chuyên Lý 2001-2004), tiến sĩ Vật lý trường Đại học Texas tại Austin (tốt nghiệp năm 2014), Hoa Kỳ, đang là nghiên cứu viên sau tiến sĩ ở Đại học Kyoto, Nhật Bản [8][9]. Sơn từng giành 1 giải Nhất, 1 giải Nhì thi Học sinh giỏi Vật lý cấp Quốc gia của Việt Nam.[10] Năm 2020, Sơn có bài báo đăng trên tạp chí Nature.[11]
- Nguyễn Thế Quỳnh (chuyên Lý 2014-2017), Huy chương vàng Olympic Vật lý Quốc tế năm 2016 (lúc đang là học sinh lớp 11) và năm 2017 (lớp 12), huy chương bạc Olympic Vật lý châu Á – Thái Bình Dương;
- Đặng Ngọc Thanh (chuyên Toán 2004-2007), Huy chương bạc Olympic Toán học Quốc tế năm 2007 (lúc đang là học sinh lớp 12).
- Hoàng Minh Anh (chuyên Lý 2001-2004), giải Khuyến khích Olympic Vật lý Châu Á - Thái Bình Dương năm 2004, hai giải Nhất kì thi Học sinh giỏi Vật lý Quốc gia hai năm liên tiếp 2003, 2004, học ở Pháp (2007-2010), đang làm nghiên cứu sinh tiến sĩ ngành vật lý ở trường Northwestern University, Hoa Kỳ (2010-nay)
- Nguyễn Huy Bình (chuyên Lý 2004-2007), giải Khuyến khích Olympic Vật lý Châu Á - Thái Bình Dương, 1 giải nhất Học sinh giỏi Vật lý Quốc gia.[10]
- Võ Đình Hiếu (chuyên Lý 1994-1997), tiến sĩ Công nghệ thông tin tốt nghiệp ở Nhật Bản[12], giảng viên trường Trường Đại học Công nghệ, Đại học Quốc gia Hà Nội[13] Giải nhì Quốc gia môn Vật lý.
- Nguyễn Thành Chung (chuyên Toán 1997-2000), tiến sĩ Toán học Trường Đại học Khoa học Tự nhiên, Đại học Quốc gia Hà Nội (tốt nghiệp năm 2010)[14], Phó trưởng khoa Tự nhiên trường Đại học Quảng Bình[15]
- Phan Thanh Hải (khóa 1996 -1999), tiến sĩ trường Đại học Kinh tế Thành phố Hồ Chí Minh (tốt nghiệp năm 2014), trưởng khoa Kế toán, Kiểm toán Đại học Duy Tân[16]
- Trương Tùng Giang (chuyên Toán 1994 - 1997), thạc sĩ, Phó Giám đốc sở Tài chính Quảng Bình
- Nguyễn Thanh Xuân (chuyên Toán 1998 - 2001), tiến sĩ Đại học Xây dựng và Kiến trúc Saint Petersburg (Санкт-Петербургский государственный архитектурно-строительный университет (СПбГАСУ)), Nga, Phó Trưởng phòng Xây dựng cơ bản và Tài nguyên môi trường thuộc Văn phòng UBND tỉnh Quảng Bình.
- Nguyễn Ngọc Tuấn (khóa 1994 -1997), thạc sĩ, Ủy viên Ban thường vụ, Chủ tịch UBND huyện Bố Trạch
- Phạm Thành Trung (chuyên Lý 2001-2004), thạc sĩ kinh tế, Giám đốc Công ty TNHH Tư vấn và Xây dựng Vĩnh Hưng
- Phạm Hồng Việt (khóa 1994 -1997), thạc sĩ, Hiệu trưởng trường THPT Lê Quý Đôn - Bố Trạch
- Nguyễn Minh Tuấn (khóa 1994 - 1997), thạc sĩ, Phó Hiệu trưởng trường THPT chuyên Võ Nguyên Giáp [6], Hiệu trưởng trường THPT Phan Đình Phùng
- Hoàng Minh Đạo, giải Nhất Học sinh giỏi Quốc gia Vật lý đầu tiên của trường, được vào đội dự tuyển quốc tế [12], kĩ sư công nghệ thông tin của công ty Pháp.
- Lê Quang Trung, làm tiến sĩ ở Pháp.[12]
- Nguyễn Hải Minh (chuyên Hóa 2001-2004), tiến sĩ Hóa học, Đại học Bách khoa Tomsk, Nga (tốt nghiệp năm 2013). Minh từng đạt giải Nhì học sinh giỏi Hóa học Quốc gia và vào đội dự tuyển thi quốc tế.
- Đỗ Quý Vũ ( chuyên Lý 1994-1997) Tiến sỹ- Phó Viện trưởng Viện Chiến lược Thông tin và Truyền thông, Bộ Thông tin và Truyền thông.
- Lê Anh Vũ( chuyên Lý 1994-1997) Thạc sỹ- Phó Bí thư Đảng ủy trường THPT chuyên Võ Nguyên Giáp, TTCM
- Nguyễn Ngọc Tùng( chuyên Lý 1994-1997) Tiến sỹ KTS - Trưởng khoa Kiến trúc trường ĐHKH Huế. Giải Nhì HSG Quốc gia môn Vật Lý

Thành tích của học sinh nhà trường trong cuộc thi Đường lên đỉnh Olympia
| Thí sinh              | Năm thi    | Tuần                 | Tháng                | Quý               | Năm |
| --------------------- | ---------- | -------------------- | -------------------- | ----------------- | --- |
| Trịnh Phong Nhã       | Olympia 2  |                      |                      |                   |     |
| Nguyên Tân Thành      | Olympia 5  | Giải nhì – 150 điểm  |                      |                   |     |
| Trần Đình Kiến Giang  | Olympia 18 | Giải nhất – 230 điểm | Giải nhì – 235 điểm  | Giải ba – 80 điểm |     |
| Đinh Đoàn Xuân Phương | Olympia 19 | Giải ba – 130 điểm   |                      |                   |     |
| Vũ Nguyễn Duy Bình    | Olympia 20 | Giải nhì – 175 điểm  |                      |                   |     |
| Nguyễn Minh Triết     | Olympia 21 | Giải nhất – 240 điểm | Giải ba – 175 điểm   |                   |     |
| Trần Lê Bảo Lâm       | Olympia 22 | Giải nhất – 255 điểm | Giải nhất – 220 điểm | Giải ba – 45 điểm |     |
| Hoàng Minh Đạt        | Olympia 23 | Giải nhì – 190 điểm  |                      |                   |     |
| Thái Hồng Phong       | Olympia 24 | Giải Nhất - 310 điểm | Giải Ba - 130 điểm   |                   |     |